# Лебанон (Теннессі)
Лебанон (англ. Lebanon) — місто (англ. city) в США, в окрузі Вілсон штату Теннессі. Населення — 38 431 особа (2020).

## Географія
За даними Бюро перепису населення США в 2010 році місто мало площу 100,07 км², з яких 100,06 км² — суходіл та 0,01 км² — водойми.

## Демографія
Згідно з переписом 2010 року, у місті мешкало 26 190 осіб у 10 130 домогосподарствах у складі 6679 родин. Густота населення становила 262 особи/км².  Було 11030 помешкань (110/км²).
Расовий склад населення:
| - 80,7 % — білих - 12,0 % — чорних або афроамериканців - 1,3 % — азіатів - 0,3 % — корінних американців - 3,5 % — осіб інших рас |

До двох чи більше рас належало 2,2 %. Частка іспаномовних становила 6,2 % від усіх жителів.
За віковим діапазоном населення розподілялося таким чином: 24,4 % — особи молодші 18 років, 61,2 % — особи у віці 18—64 років, 14,4 % — особи у віці 65 років та старші. Медіана віку мешканця становила 36,3 року. На 100 осіб жіночої статі у місті припадало 91,3 чоловіків;  на 100 жінок у віці від 18 років та старших — 87,2 чоловіків також старших 18 років.
Середній дохід на одне домашнє господарство  становив 57 469 доларів США (медіана — 41 515), а середній дохід на одну сім'ю — 67 706 доларів (медіана — 50 648). Медіана доходів становила 40 435 доларів для чоловіків та 32 324 долари для жінок. За межею бідності перебувало 16,3 % осіб, у тому числі 22,2 % дітей у віці до 18 років та 8,4 % осіб у віці 65 років та старших.
Цивільне працевлаштоване населення становило 12 369 осіб. Основні галузі зайнятості: освіта, охорона здоров'я та соціальна допомога — 18,1 %, роздрібна торгівля — 16,9 %, мистецтво, розваги та відпочинок — 11,4 %, виробництво — 10,1 %.

## Медіа

### Газета
- Лебанонський демократ, виходить з вівторка по суботу
- The Wilson Post, виходить двічі на тиждень

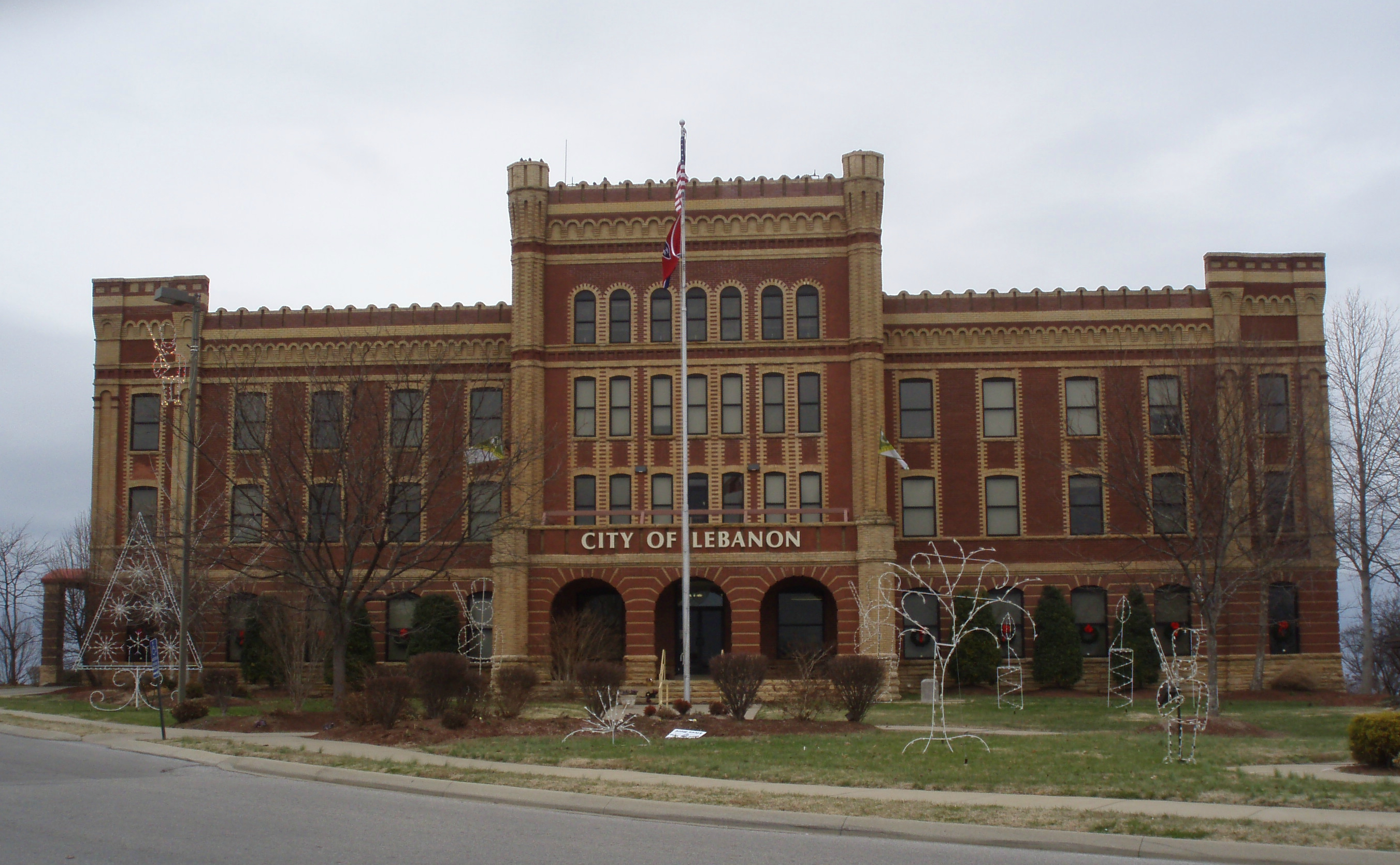
Міська мерія Лебанона

### Радіо
- WANT 98.9 FM, Кантрі - Музика, події та новини округу[7]
- WRVW 107.5 FM, ліцензована радіостанція[8]
- WTWW, короткохвильова радіостанція, що працює на декількох частотах

### Телебачення
- WJFB 66, релігійне телебачення
- WRTN 6, місцеве телебачення